# Mattias Ekholm
Mattias Ekholm (ur. 24 maja 1990 w Borlänge) – szwedzki hokeista, reprezentant Szwecji.
Jego brat Markus (ur. 1997) także został hokeistą, na pozycji bramkarza.

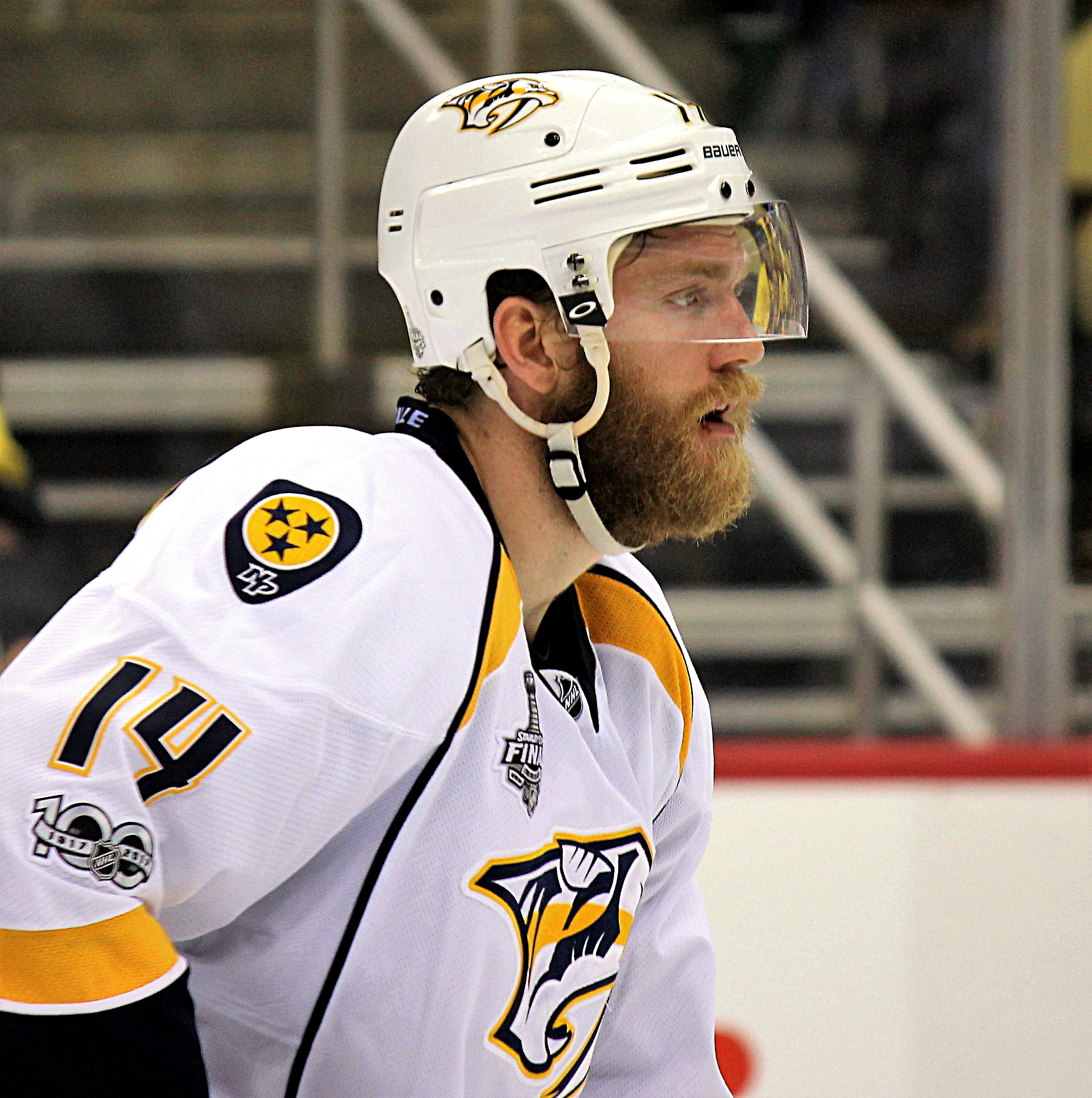
Mattias Ekholm w barwach Nashville Predators (2017)

## Kariera
- Dalarna (2006–2007)
- Mora J18 (2006–2008)
- Mora J20 (2006–2009)
- Mora IK (2008–2010)
- Brynäs IF (2010–2011)
- Nashville Predators (2011–)
  -  Brynäs (2012–2012)
  -  Milwaukee Admirals (2012–2013)

Wychowanek IFK Ore. Występował w klubie Mora w lidze Allsvenskan, następnie w Brynäs w Elitserien. W międzyczasie w drafcie NHL z 2009 został wybrany przez Nashville Predators. W maju 2011 roku podpisał z tym klubem trzyletni kontrakt. Zadebiutował w nim w październiku 2011 roku rozgrywając dwa mecze, po czym został wypożyczony na cały sezon 2011/2012 do Brynäs. Z drużyną zdobył mistrzostwo Szwecji i został wybrany najlepszym obrońcą sezonu. Od września 2012 roku w sezonie 2012/2013 przekazany do zespołu farmerskiego wobec Predators, Milwaukee Admirals w lidze AHL. W lipcu 2014 przedłużył kontrakt z Nashville o dwa lata, a w październiku 2015 o pięć lat.
Uczestniczył w turniejach mistrzostw świata 2014, 2015, 2016, 2018, 2019, Pucharu Świata 2016.

## Sukcesy
Reprezentacyjne
- Brązowy medal mistrzostw świata juniorów do lat 20: 2010
- Brązowy medal mistrzostw świata: 2014
- Złoty medal mistrzostw świata: 2018

Klubowe
- Złoty medal mistrzostw Szwecji: 2012 z Brynäs

Indywidualne
- Allsvenskan 2009/2010:
  - Pierwsze miejsce w klasyfikacji asystentów wśród juniorów: 21 asysty
- Mistrzostwa Świata Juniorów w Hokeju na Lodzie 2010/Elita:
  - Pierwsze miejsce w klasyfikacji +/− turnieju: +10
- Elitserien 2010/2011:
  - Najlepszy pierwszoroczniak sezonu Elitserien
- Elitserien 2011/2012:
  - Trofeum Salminga dla najlepszego obrońcy sezonu
- Oddset Hockey Games 2012:
  - Najlepszy obrońca turnieju
  - Drużyna Gwiazd turnieju
- Mistrzostwa Świata w Hokeju na Lodzie 2014/Elita:
  - Drugie miejsce w klasyfikacji kanadyjskiej wśród obrońców turnieju: 7 punktów
  - Jeden z trzech najlepszych zawodników reprezentacji na turnieju[7]